# Eleccions legislatives noruegues de 2009
Les eleccions legislatives noruegues de 2009 van tenir lloc el 14 de setembre de 2009 a Noruega per a renovar els 169 membres del Storting.
Els candidats van ser elegits entre llistes de partits en cadascuna de les 19 províncies. Els partits polítics van nominar als seus candidats per a les llistes entre la tardor de 2008 i l'hivern de principis de 2009. Les llistes de partits van quedar oficialment registrades el 31 de maig de 2009.

## Partits participants
En total hi participaren un total de 24 partits polítics amb un total de 3.688 candidats. Només set partits van aconseguir representació parlamentària, i tots ells presentaren candidats a les 19 províncies de Noruega.

## Resultats
|         |                                                             |         |      |      |          |        |
| Partits | Partits                                                     | Vots    | Vots | Vots | Escons   | Escons |
| Partits | Partits                                                     | #       | %    | ± %  | #        | ±      |
|         | Partit Laborista Noruec (Det norske Arbeiderparti)          | 949.282 | 35,4 | +2,7 | 64 / 169 | 3      |
|         | Partit del Progrés (Fremskrittspartiet)                     | 614.530 | 22,9 | +0,8 | 41 / 169 | 3      |
|         | Partit Conservador (Høyre)                                  | 462.390 | 17,2 | +3,1 | 30 / 169 | 7      |
|         | Partit Socialista d'Esquerra (Sosialistisk Venstreparti)    | 166.302 | 6,2  | -2,6 | 11 / 169 | 4      |
|         | Partit de Centre (Senterpartiet)                            | 165.007 | 6,2  | -0,3 | 11 / 169 | =      |
|         | Partit Democristià (Kristelig Folkeparti)                   | 148.758 | 5,5  | -1,3 | 10 / 169 | 1      |
|         | Partit Liberal (Venstre)                                    | 104.142 | 3,9  | -2,0 | 2 / 169  | 8      |
|         | Partit Roig (Rødt)                                          | 36.210  | 1,3  | +0,1 | 0 / 169  | =      |
|         | Partit dels Pensionistes (Pensjonistpartiet)                | 11.897  | 0.4  | -0   | 0        | 0      |
|         | Partit Ambiental Els Verds (Miljøpartiet De Grønne)         | 9.286   | 0.3  | +0.2 | 0        | 0      |
|         | Partit Costaner (Kystpartiet)                               | 5.341   | 0.2  | −0.6 | 0        | 0      |
|         | Partit d'Unitat Cristiana (Kristent Samlingsparti)          | 4.936   | 0.2  | -0.0 | 0        | 0      |
|         | Els Demòcrates (Demokratene)                                | 2,286   | 0.1  | -    | 0        | -      |
|         | Partit Comunista de Noruega (Norges Kommunistiske Parti)    | 697     | 0.00 | -0.0 | 0        | 0      |
|         | Partit Popular Liberal (Det Liberale Folkeparti)            | 350     | 0.01 | 0.0  | 0        | 0      |
|         | Partit Contemporani (Samtidspartiet)                        | 264     | 0.0  | –    | 0        | –      |
|         | Aliança de Centre (Sentrumsalliansen)                       | 241     | 0.0  | –    | 0        | –      |
|         | Patriotes Noruecs (NorgesPatriotene)                        | 183     | 0.0  | –    | 0        | –      |
|         | Vigrid                                                      | 179     | 0.0  | –    | 0        | –      |
|         | Llista d'Oposició a l'Avortament (Abortmotstandernes Liste) | 178     | 0.0  | -    | 0        | -      |
|         | Partit de la Societat (Samfunnspartiet)                     | 140     | 0.0  | 0.0  | 0        | 0      |
|         | Una llengua (escrita) (Ett (skrift)språk)                   | 103     | 0.0  | –    | 0        | –      |
|         | Independents (Tverrpolitisk folkevalgte)                    | 64      | 0.0  | –    | 0        | –      |
|         | Aliança Republicana Noruega (Norsk Republikansk Allianse)   | 54      | 0.0  | 0.0  | 0        | 0      |
|         | Total 2,683,903                                             | 100%    | 100% | 100% | 169      | 169    |

## Conseqüències
Els resultats van mostrar una victòria per a la Coalició Roja-i-verda (47,8%), la coalició governant que aglutina als partits Laborista, Socialista i de Centre. La coalició comptà amb majoria absoluta (86 escons), per la qual cosa el primer ministre, Jens Stoltenberg, continuà en el seu càrrec. L'avanç del Partit Laborista va compensar la reculada del Partit de l'Esquerra Socialista i va assegurar la majoria relativa al Storting. El Partit de Centre va obtenir el mateix nombre de representants que a l'elecció passada (11).
Els dos principals partits de dreta, el Conservador i el del Progrés, van registrar avanços importants. El centrista Partit Liberal, per contra, va perdre 8 dels 10 escons que havia aconseguit en 2005, i el Partit Democristià va viure la seva pitjor jornada electoral des del final de la Segona Guerra Mundial.